# Conrad Frederick Roediger
Conrad Frederick Roediger, auch Conrad Roediger, (* 4. Februar 1887 in Kiel; † 11. Oktober 1973 in Tübingen) war ein deutscher Diplomat, Jurist und aufgrund seiner Wahl durch den Bundestag (sowie einer Wiederwahl am 27. September 1955) vom 7. September 1951 bis zum 31. August 1956 Mitglied des Zweiten Senats des Bundesverfassungsgerichts.

## Herkunft
Roediger war der Sohn des Frankfurter Geheimen Sanitätsrats Ernst Roediger (1857–1926) und dessen Frau Emilia Catharina geb. Modera (1855–1944) und ein Urenkel des Ludwig Roediger.

## Leben
Roediger war von 1914 bis zum Ende des Zweiten Weltkrieges Mitarbeiter des Auswärtigen Amtes (AA). Am 28. Dezember 1939 beantragte er die Aufnahme in die NSDAP und wurde zum 1. Januar 1940 aufgenommen (Mitgliedsnummer 7.382.962). Über seine Entnazifizierung ist nichts bekannt.
Nach 1946 lehrte er an der Universität Tübingen als Honorarprofessor Kultur- und Staatenkunde Großbritanniens und des Commonwealth. Vor seiner Wahl zum Verfassungsrichter leitete er 1951 die deutsche Delegation bei den EVG-Verhandlungen in Paris. Er hatte keinen Nachfolger, weil die Anzahl der Richter pro Senat 1956 von zwölf auf zehn reduziert wurde.
Roediger heiratete 1920 in Berlin Irene Halla (* 1897), das Paar hatte die Tochter Verena (* 1921 in London).

### Tätigkeit im Auswärtigen Amt 1933–1945
Roediger entschied am 15. Juni 1933 in einer Aktennotiz: es hat sich herausgestellt, dass an ein weiteres Verbleiben des Geschäftsführers Wertheimer nicht zu denken ist, und heftete einen persönlichen Brief, den dieser ihm als seinem alten Bekannten aufgrund jahrelanger Zusammenarbeit im AA geschrieben hatte, um nicht wegen seiner jüdischen Herkunft vom DAI entlassen zu werden, in die Akte als Anlage.
In der Darstellung der Unabhängigen Historikerkommission, die die Vergangenheit des Auswärtigen Amtes aufarbeitete, wird festgestellt, dass die Vertreter des Auswärtigen Amtes nach 1939 in Polen „ignoriert“ wurden, sofern es nicht um Fragen ausländischer Staatsangehöriger ging. Auf eine Rückfrage, wie im Generalgouvernement grundsätzlich mit Juden fremder Staatsangehörigkeit zu verfahren sei, erteilte Roediger die Antwort. Er verwies „auf das völkerrechtliche Gewohnheitsrecht fremder Staatsangehöriger und zwar auch solcher jüdischer Abstammung.“ Man werde ausländischen Juden ein „gewisses Mindestmaß an Rechten zugestehen müssen und zwar sowohl hinsichtlich des Schutzes des Eigentums wie hinsichtlich des Schutzes der Person.“ Andernfalls würde man sich den Vorwurf einer Völkerrechtsverletzung einhandeln.

## Ehrungen
- 1956: Großes Verdienstkreuz mit Stern der Bundesrepublik Deutschland